# Parallelia aneticoides
Parallelia aneticoides là một loài bướm đêm trong họ Erebidae.